# Urocaridella
Urocaridella è un genere di gamberi della famiglia Palaemonidae.

## Distribuzione
Secondo Borradaile (1915) nelle Isole Maldive, India, Isole Andamàne, Archipelago di Mergui , Indonesia, Giappone, Isole di Palau. 
In seguito la specie è stata osservata anche nel mar rosso, golfo d’Aden, golfo d’Oman, golfo Persico, oceano indiano (Mozambico, Kenya, Comore, Maiotta Madagascar, L'isola della Riunione, Mauritius, Seychelles, Australie…) e nell'oceano pacifico (Indonesia, Molucche, Nuova Caledonia, Polinesia Francese, Hawaii, Cina, Giappone…).
Zona sublitorale fino a 130 metri. 
Il genere Urocaridella comprende le seguenti specie:
- Urocaridella antonbruunii (Bruce, 1967)
- Urocaridella cyrtorhyncha (Fujino & Miyake, 1969)
- Urocaridella liui Wang (Chan & Sha, 2015)
- Urocaridella pulchella Yokes & Galil, 2006
- Urocaridella urocaridella (Holthuis, 1950)
- Urocaridella vestigialis Chace & Bruce, 1993
- Urocaridella sp. dalla linea gialla Debelius, 1999